# Cameri
Cameri là một đô thị ở tỉnh Novara ở vùng Piedmont của Ý, tọa lạc cách 90 km về phía đông bắc của Torino và khoảng 6 km về phía đông bắc của Novara. Tại thời điểm ngày 31 tháng 12 năm 2004, đô thị này có dân số 10.103 người và diện tích là 39,6 km².
Cameri giáp các đô thị: Bellinzago Novarese, Caltignaga, Castano Primo, Galliate, Nosate, Novara, và Turbigo.